# Huejuquilla el Alto
Huejuquilla el Alto là một đô thị thuộc bang Jalisco, México. Năm 2005, dân số của đô thị này là 7926 người.